# Aeropuerto Internacional de Duhok

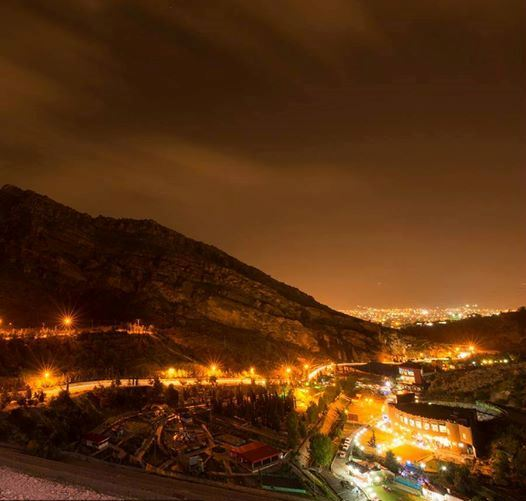
Duhok, Iraqi Kurdistan

El Aeropuerto Internacional de Duhok (en kurdo: Balafirgeha Nêvdewletî ya Duhokê; en árabe: مطار دهوك الدولي) es un aeropuerto internacional en construcción en la Región Autónoma del Kurdistán, en el norte de Irak. Se encuentra ubicado en la provincia Duhok  cerca de la aldea de Sumail y la ciudad de Zajo. El aeropuerto está en construcción desde 2012.
La compañía libanesa Dar al- Handasa ha comenzado a construir el proyecto en el verano de 2012. A finales de febrero de 2012, las instalaciones del aeropuerto tenían que ser completadas. Otra empresa coreana, Incon, se ha dado la tarea de configurar la estructura del aeropuerto. Esto  tenía que estar listo en mayo de 2012 por lo que el aeropuerto debía empezar a operar en ese fecha. Cuando se culmine será el tercer aeropuerto internacional en la región del Kurdistán.
El aeropuerto internacional de Duhok (DIA) cubrirá una superficie de 1.500 hectáreas que incluyen 18 mostradores de check-in. El proyecto tendrá un costo de $ 450 millones y manejara aproximadamente 1 millón de pasajeros para el primer año. Las dificultades en Irak lo han retrasado siendo su última fecha proyectada de inauguración el 2015.